# Presidente del Consejo de Ministros de Bosnia y Herzegovina
El presidente del Consejo de Ministros de Bosnia y Herzegovina (en bosnio y croata, Predsjedavajući Vijeća ministara Bosne i Hercegovine; en serbio, Предсједавајући Савјета министара Босне и Херцеговине) es el jefe de Gobierno de Bosnia y Herzegovina.
El presidente del Consejo de Ministros es nombrado por la Presidencia de Bosnia y Herzegovina y la Cámara de Representantes. Como jefe del Gobierno, el presidente del Consejo de Ministros no tiene autoridad para nombrar a los ministros, ya que su función es la de un coordinador. Los ministros son nombrados en su lugar por los partidos mayoritarios de acuerdo con las reglas de representación étnica y de la entidad, de modo que un viceministro no debe ser del mismo origen étnico que el ministro respectivo.

## Listado de presidentes del Consejo de Ministros de Bosnia y Herzegovina
| N.º | Imagen | Nombre            | Etnia        | Período                 | Período                 | Partido       |
| --- | ------ | ----------------- | ------------ | ----------------------- | ----------------------- | ------------- |
| 1   |        | Spasoje Tuševljak | Serbobosnio  | 6 de junio de 2000      | 18 de octubre de 2000   | Independiente |
| 2   |        | Martin Raguž      | Bosniocroata | 18 de octubre de 2000   | 22 de febrero de 2001   | HDZ BiH       |
| 3   |        | Božidar Matić     | Bosniocroata | 22 de febrero de 2001   | 18 de julio de 2001     | SDP BiH       |
| 4   |        | Zlatko Lagumdžija | Bosniaco     | 18 de julio de 2001     | 15 de marzo de 2002     | SDP BiH       |
| 5   |        | Dragan Mikerević  | Serbobosnio  | 15 de marzo de 2002     | 23 de diciembre de 2002 | PDP           |
| 6   |        | Adnan Terzić      | Bosniaco     | 23 de diciembre de 2002 | 11 de enero de 2007     | SDA           |
| 7   |        | Nikola Špirić     | Serbobosnio  | 11 de enero de 2007     | 12 de enero de 2012     | SNSD          |
| 8   |        | Vjekoslav Bevanda | Bosniocroata | 12 de enero de 2012     | 31 de marzo de 2015     | HDZ BiH       |
| 9   |        | Denis Zvizdić     | Bosniaco     | 31 de marzo de 2015     | 23 de diciembre de 2019 | SDA           |
| 10  |        | Zoran Tegeltija   | Serbobosnio  | 23 de diciembre de 2019 | 25 de enero de 2023     | SNSD          |
| 11  |        | Borjana Krišto    | Bosniocroata | 25 de enero de 2023     | En el cargo             | HDZ BiH       |